# Die Tüdelband
Die Tüdelband ist eine Hamburger Band, die Popmusik ausschließlich auf Niederdeutsch macht. Die Band wurde im Sommer 2009 von Miriam „Mire“ Buthmann als Quartett gegründet; seit Ende 2017 tritt sie mit Buthmann (Gesang und Gitarre) und Malte Müller (Schlagzeug und Basspedal) als Duo auf. Der Name der Band spielt an auf das plattdeutsche Couplet An de Eck steiht’n Jung mit’n Tüdelband (Tüdelband = niederdeutsch für Spielzeug-Reifen).

## Geschichte
Ab 2009 spielte die Band zahlreiche Konzerte, u. a. bei Nordischen Nächten mit Godewind oder beim Platt-Art Festival im Oldenburger Staatstheater. Im Jahre 2010 wurde ihre erste EP Söven Daag („Sieben Tage“) veröffentlicht. Die Tüdelband spielte 2011 ihre erste zusammenhängende Tour und gab in einem Jahr über 80 Konzerte, vorwiegend in Norddeutschland. Es folgten Auftritte in Radio und Fernsehen, Konzerte bei der Grünen Woche in Berlin, bei Landesgartenschauen und dem Hamburger Hafengeburtstag. Im Jahre 2012 wurde das Album Nieland („Neuland“) veröffentlicht. Im Dezember 2012 absolvierte die Tüdelband eine Wohnzimmertour von Amsterdam nach Hamburg. 2013 erschien die EP Op de Reeperbahn („Auf der Reeperbahn“) und es wurden Konzerte auch in Süddeutschland und den Niederlanden gespielt.
2014 kam die LP Sommerkinner („Sommerkinder“), und die Band begann, gelegentlich auch in Schulen Konzerte und Workshops zu geben.
Die EP Bi mi tohuus („Bei mir Zuhause“) wurde 2015 komplett in Eigenregie in einem Wohnzimmer aufgenommen, bevor 2016 mit Ganz Goot („Ganz gut“) das nächste Album erschien. Auf der anschließenden Tour wurden auf Amrum in der Blauen Maus zwei Konzerte mitgeschnitten und 2017 als Livealbum veröffentlicht.
Seit Ende 2017 ist die Band nicht mehr als Quartett, sondern als Duo unterwegs.
Im März 2020 erschien mit AHAB ein Hörspiel nach einem Theaterstück von G. A. Beckmann, zu dem Die Tüdelband den Soundtrack geschrieben und einige der Rollen eingesprochen hat. Für den Soundtrack wurde die Band 2021 mit dem Bad Bevensen-Preis ausgezeichnet.
2023 erschien ihr neuntes Studioalbum Koppheister („Kopfüber“), für das die Band mit einem Sonderpreis der Jury des Fritz-Reuter-Literaturpreises ausgezeichnet wurde.

## Engagement, Medienresonanz
Die Tüdelband engagiert sich mit Auftritten für die Vereine Kultur im Knast und Clubkinder und unterstützt den Wettbewerb Plattsounds. Über die Band und ihre Musik haben unter anderem der NDR, Spiegel Online und zahlreiche Printmedien berichtet. Ein wiederkehrendes Thema der Berichterstattung ist die konsequente Verwendung des Niederdeutschen durch die Tüdelband.

## Auszeichnungen
- 2021: Bad Bevensen-Preis für besondere Leistungen auf dem Gebiet vokaler und instrumentaler Gestaltung und Interpretation niederdeutscher Texte[5]

## Diskografie
- 2009: Demo (CD)
- 2010: Söven Daag („Sieben Tage“) (CD, EP)
- 2012: Nieland („Neuland“) (CD, Album)
- 2013: Op de Reeperbahn („Auf der Reeperbahn“) (CD, EP)
- 2014: Sommerkinner („Sommerkinder“) (CD, Album)
- 2015: Bi mi tohuus  („Bei mir zu Hause“) (EP)
- 2016: Ganz goot  („Ganz gut“) (CD, Album)
- 2017: Live op Amrum in de Blaue Maus („Live auf Amrum in der Blauen Maus“) (CD, Album)
- 2020: Ahab (3 CDs, Hörspiel und Soundtrack; LP)
- 2023: Koppheister („Kopfüber“) (CD, Album)